# Classe Type 23
La classe di fregate Type 23 o classe 'Norfolk', rappresenta la classe di fregate operative nella Royal Navy e nella marina militare cilena. Successore della classe Type 22, la prima Type 23 entrò in servizio nel 1989, mentre l'ultima, la St Albans, è entrata in servizio nel 2002. La combinazione del Merlin e del sistema Sonar 2087, ha riaffermato la reputazione di leader della Royal Navy, per quanto riguarda la caccia ai sottomarini.

## Progetto

### Origine
La classe Type 23 fu inizialmente progettata per la caccia ai sottomarini (ASW), e per questo motivo fu equipaggiata con un elicottero Lynx e un sonar rimorchiato. Il loro compito era di intercettare e distruggere i sottomarini sovietici nel Nord Atlantico, così si propose di non equipaggiarle con armamenti difensivi. I missili Sea Wolf sarebbero stati lanciati dalle navi rifornimento della classe Fort Victoria.

### Evoluzione
Come risultato delle lezioni apprese dalla marina britannica durante la Guerra delle Falkland, il progetto iniziale fu ampliato e incluse un cannone di medio calibro per il cannoneggiamento navale e il sistema VLS per la difesa da missili antinave, come ad esempio l'Exocet. Con l'aggiunta dei missili Harpoon e di migliorie quali la ridotta sezione radar, l'automazione di alcuni processi come il caricamento delle munizioni, un silenzioso motore CODLAG (Combined Diesel-electric and Gas) e un moderno sistema di comando e controllo, questa fregata diventò una moderna e bilanciata piattaforma da guerra.
La HMS Norfolk è stata la prima fregata di questa classe ad essere costruita, ad un costo di 135 milioni di sterline.

## Specifiche

### Armamento
- 2 x lanciatori quadrupli per missili Harpoon;
- 32 x missili terra-aria Sea Wolf (sistema VLS GWS 26 Mod 1 Block 2);
- 1 x cannone Vickers Mark 8 da 114 mm (tutte le navi sono state aggiornate allo standard Mod 1);
- 2 x cannoni Oerlikon L/75 KCB da 30 mm;
- 4 x tubi di lancio Cray Marine da 324 mm per il lancio di siluri Marconi Stingray;
- lancia contromisure NATO Seagnat, Type 182 e DLF3;

### Sistemi elettronici
- Radar di ricerca: radar BAE Systems Type 996 Mod 1;
- Radar di navigazione: radar Kelvin Hughes Type 1007 e Racal Decca Type 1008
- Sistema controllo tiro:
  - 2 x sistema GEC Marconi Type 911 per i Sea Wolf;
  - Sperry Sea Archer 30;

- Sonar di bordo: Thales Underwater Systems Type 2050;
- Sonar rimorchiato: Ultra Electronics Type 2031Z, è stato sostituito con il Type 2087 in otto navi;
- Sistema di controllo combattimento: BAE Systems Command System DNA

## Costruzione
| Pennant number | Nome           | (a) Costruttori dello scafo      | Ordine            | Impostazione     | Varo             | Accettazione in servizio | Entrata in servizio | Costo originario dello scafo |
| -------------- | -------------- | -------------------------------- | ----------------- | ---------------- | ---------------- | ------------------------ | ------------------- | ---------------------------- |
| F230           | Norfolk        | Yarrow Shipbuilder Ltd.          | 29 ottobre 1984   | 14 dicembre 1985 | 10 luglio 1987   |                          | 1º giugno 1990      | £112,030,000                 |
| F231           | Argyll         | Yarrow Shipbuilder Ltd.          | 1º settembre 1986 | 20 marzo 1987    | 8 aprile 1989    | 17 aprile 1991           | 31 maggio 1991      | £118,950.000                 |
| F229 (ex-F232) | Lancaster      | Yarrow Shipbuilder Ltd.          | 1º settembre 1986 | 18 dicembre 1987 | 24 maggio 1990   |                          | 1º maggio 1992      | £119,710,000                 |
| F233           | Marlborough    | Swan Hunter.                     | 1º settembre 1986 | 22 ottobre 1987  | 21 gennaio 1989  | 7 marzo 1991             | 14 giugno 1991      | £118,430,000                 |
| F234           | Iron Duke      | Yarrow Shipbuilder Ltd.          | 11 luglio 1988    | 12 dicembre 1988 | 2 marzo 1991     |                          | 20 maggio 1993      | £109,770,000                 |
| F235           | Monmouth       | Yarrow Shipbuilder Ltd.          | 11 luglio 1988    | 1º giugno 1989   | 23 novembre 1991 |                          | 24 settembre 1993   | £111,660,000                 |
| F236           | Montrose       | Yarrow Shipbuilder Ltd.          | 11 luglio 1988    | 1º novembre 1989 | 31 luglio 1992   |                          | 2 giugno 1994       | £117,290,000                 |
| F237           | Westminster    | Swan Hunter.                     | dicembre 1989     | 18 gennaio 1991  | 4 febbraio 1992  |                          | 13 maggio 1994      | £112,680,000                 |
| F238           | Northumberland | Swan Hunter.                     | dicembre 1989     | 4 aprile 1991    | 4 aprile 1992    |                          | 29 novembre 1994    | £114,730,000                 |
| F239           | Richmond       | Swan Hunter.                     | dicembre 1989     | 16 febbraio 1992 | 6 aprile 1993    |                          | 22 giugno 1995      | £116,200,000                 |
| F82            | Somerset       | Yarrow Shipbuilder Ltd.          | gennaio 1992      | 12 ottobre 1992  | 25 giugno 1994   |                          | 20 settembre 1996   | £114,140,000                 |
| F80            | Grafton        | Yarrow Shipbuilder Ltd.          | gennaio 1992      | 13 maggio 1993   | 5 novembre 1994  |                          | 29 maggio 1997      | £115,560,000                 |
| F81            | Sutherland     | Yarrow Shipbuilder Ltd.          | gennaio 1992      | 14 ottobre 1993  | 9 marzo 1996     |                          | 4 luglio 1997       | £143,580,000                 |
| F78            | Kent           | Yarrow Shipbuilder Ltd.          | febbraio 1996     | 16 aprile 1997   | 27 maggio 1998   |                          | 8 giugno 2000       | £108,420,000                 |
| F79            | Portland       | Marconi Marine. [Ex-Yarrow.]     | febbraio 1996     | 14 gennaio 1998  | 15 maggio 1999   | 15 dicembre 2000         | 3 maggio 2001       | £92,060,000                  |
| F83            | St Albans      | BAE Systems Marine. [Ex-Yarrow.] | febbraio 1996     | 18 aprile 1999   | 6 maggio 2000    |                          | 6 giugno 2002       | £106,820,000                 |